# Calciumsulfat
 Ikke at forveksle med Gips.
Calciumsulfat eller kalciumsulfat er en uorganisk forbindelse med den kemiske formel CaSO4 og de relaterede hydrater. I form af γ-anhydrit (den vandfri form), bliver det brugt som et tørremiddel. En særlig form for hydrat er bedre kendt som Paris-gips, og en anden med to vandmolekyler i krystalstrukturen kaldes Calciumsulfat dihydrat med formlen CaSO4·2H2O og det optræder naturligt i mineralet gips. Gips bliver derfor omtalt som calciumsulfat. Calciumsulfat har mange anvendelser inden for industrien. Alle former af stoffet er fast hvide stoffer, der er dårligt opløselige i vand. Calciumsulfat forårsager permanent hårdhed i vand.